# René Osvaldo Rebolledo Salinas

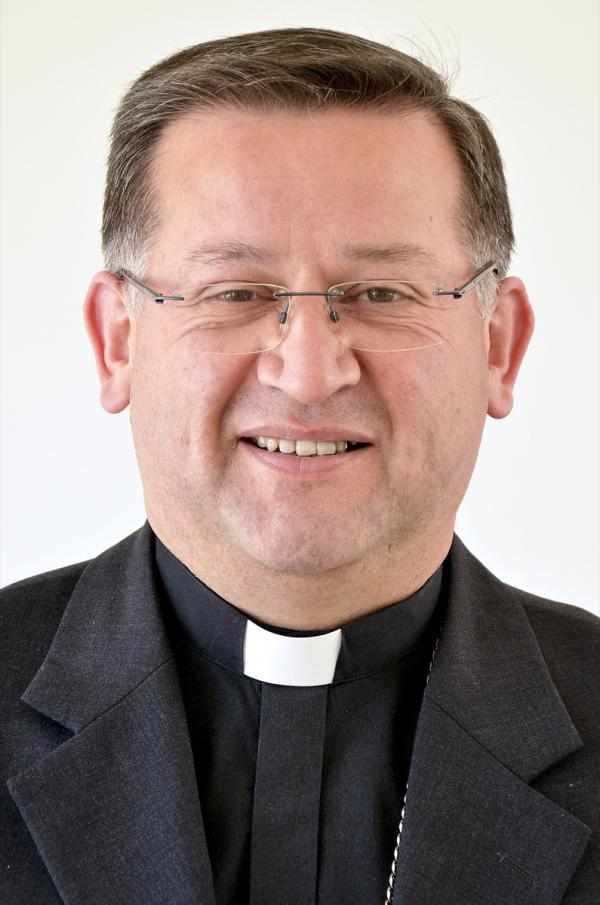
René Osvaldo Rebolledo Salinas, 2018

René Osvaldo Rebolledo Salinas (* 22. September 1958 in Cunco, Región de la Araucanía, Chile) ist ein chilenischer Geistlicher und römisch-katholischer Erzbischof von La Serena.

## Leben
René Osvaldo Rebolledo Salinas studierte ab März 1978 Philosophie und Theologie am Seminar San Fidel in San José de la Mariquina und empfing am 25. August 1984 das Sakrament der Priesterweihe. Nach einer Tätigkeit als Gemeindepfarrer setzte er seine Studien in Italien fort und wurde zum Doctor theologiae promoviert. Ab 1993 war Rebolledo Rektor des Seminars San Fidel. Von 1994 bis 2000 war er Präsident der Organisation der chilenischen Seminare. Im Dezember 2002 wurde er zum Generalvikar des Bistums Villarrica ernannt.
Am 8. Mai 2004 ernannte ihn Papst Johannes Paul II. zum Bischof von Osorno. Der Erzbischof von Santiago de Chile, Francisco Javier Kardinal Errázuriz Ossa, spendete ihm am 19. Juni desselben Jahres die Bischofsweihe; Mitkonsekratoren waren der Bischof von Villarrica, Sixtus Josef Parzinger OFMCap, und der Bischof von Rancagua, Alejandro Goić Karmelić. Innerhalb der chilenischen Bischofskonferenz ist Rebolledo Präsident der bischöflichen Kommission für die Seminare sowie der Kommission für Liturgie. Aktuell ist er Vizepräsident der Bischofskonferenz.
Papst Franziskus ernannte ihn am 14. Dezember 2013 zum Erzbischof von La Serena. Chilenische Medien sahen ihn im November 2016 als möglichen Nachfolger Ricardo Ezzati Andrellos im Amt des Erzbischofs von Santiago de Chile.